# Leucanopsis velivolans
Leucanopsis velivolans är en fjärilsart som beskrevs av Dyar 1920. Leucanopsis velivolans ingår i släktet Leucanopsis och familjen björnspinnare. Inga underarter finns listade i Catalogue of Life.